# Euxoa hortorum
Euxoa hortorum är en fjärilsart som beskrevs av Stephens 1829. Euxoa hortorum ingår i släktet Euxoa och familjen nattflyn. Inga underarter finns listade i Catalogue of Life.